# فلسفه قاره‌ای
فلسفه قاره‌ای (به انگلیسی: Continental philosophy)، در کاربرد معاصر، به مجموعه‌ای از سنت‌ها در فلسفهٔ سده‌های ۱۹ و ۲۰ میلادی در قارهٔ اروپا گفته می‌شود. این عبارت، نخستین بار، در نیمهٔ دوم سدهٔ ۲۰ میلادی، به منظور اشاره به حوزهٔ اندیشمندان و سنت‌های خارج از جنبش تحلیلی به کار رفت. جنبش‌های فلسفی قاره‌ای عبارتند از: ایده‌آلیسم آلمانی، پدیدارشناسی، اگزیستانسیالیسم، هرمنوتیک، ساختارگرایی، پساساختارگرایی، نظریه آسیب‌شناسی روانی، نظریه انتقادی و نئومارکسیسم.

## تعریف
به سختی می‌توان تعریفی مختصر، دربارهٔ فلسفهٔ قاره‌ای ارائه داد که دربرگیرندهٔ تمامی جریان‌های فلسفیِ پیشینِ خود باشد. عبارت فلسفهٔ قاره‌ای، مثل فلسفهٔ تحلیلی، فاقد معنی‌ای معین است و فقط می‌تواند به یک شباهت کلی بین فیلسوفان مختلف، اشاره داشته باشد؛ با این حال، مایکل روزن به طریق زیر، به مشخص کردن مسائل اصلی و ذاتی که به‌طور معمول، در همهٔ فیلسوفان قاره‌ای، مشاهده می‌شود، پرداخته‌است:
- فیلسوفان قاره‌ای به‌طور عام علم گرایی را رد می‌کنند، دیدگاهی که معتقد است علوم طبیعی یگانه راه و دقیق‌ترین شیوهٔ فهم پدیده هاست. برخلاف فیلسوفان تحلیلی، که بسیاری از آن‌ها کار خود را در ادامهٔ علوم طبیعی یا زیر مجموعه‌ای فرعی از آن می‌دانند، فیلسوفان قاره‌ای عنوان می‌کنند که علم به‌طور کلی وابسته به شکلی فرعی از تجربهٔ پیشانظریه‌ای است (تفسیری از شرایط امکان‌پذیری تجربهٔ کانتی یا مباحثی از پدیدارشناسی) و اینکه روش‌های علمی برای درک هوشمندانهٔ شرایط، ناکافی هستند.
- فلسفهٔ قاره‌ای به‌طور معمول شرایط امکان یافتن تجربه را قابل تغییر می‌داند: شرایطی که دست کم به صورت نسبی توسط فاکتورهایی مانند مفاد مختلف، زمان و فضا، زبان، فرهنگ یا تاریخ معین می‌شوند؛ بنابراین فیلسوفان قاره‌ای به سوی تاریخ گرایی متمایلند. درحالی‌که فیلسوفان تحلیلی مایل به برخورد کردن با مسائل فلسفی به صورت مجزا هستند، و این موضوعات را قابل ارزیابی، جدای از ریشه‌های تاریخی اش می‌دانند (بسیاری از دانشمندان هم تاریخ علم را برای تحقیقات علمی غیرضروری می‌دانند). فیلسوفان قاره‌ای عموماً بر این نظرند که " مسائل فلسفی را نمی‌توان به دو قسمت متنی (تئوری) و شرایط مفهومی ظهور تاریخی اش شقه کرد ".
- فیلسوفان قاره‌ای به‌طور عمومی معتقدند که آگاهی انسان می‌تواند این شرایط امکان‌پذیری تجربه را تغییر دهد: " اگر تجربهٔ بشری صرفاً یک موجودیت یافتن تصادفی است، با این وجود این امکان‌پذیری می‌تواند به راه‌های گوناگون و متفاوتی بازآفرینی شود. " بنابراین فیلسوفان قاره‌ای به یگانگی نظریه و عمل معتقدند، و مایلند که تحقیقات فلسفی خود را وابسته به شرایط فردی، اخلاقی، تغییرات سیاسی و… کنند. این گرایش در سنت مارکسیستی به وضوح دیده می‌شود (" فیلسوفان فقط جهان را به شکل‌های گوناگون تفسیر کرده‌اند، در حالی که مهم تغییر دادن آن است ") و جدای این سنت هم این نگرش، به عنوان مرکزیتی در اگزیستانسیالیسم و پساساختارگرایی وجود دارد.
- آخرین ویژگی اختصاصی فلسفهٔ قاره‌ای تأکید آن بر فرافلسفه است. به دنبال پیشرفت‌ها و توسعه‌های علوم طبیعی، فیلسوفان قاره‌ای به‌طور عام پژوهش‌هایی برای باز تعریف روش و طبیعت فلسفه کردند. در بعضی موارد (مثل ایده‌آلیسم آلمانی و پدیدار شناسی)، این بازتعریف‌ها به صورت اصلاح دید سنتی نگاه به فلسفه به عنوان اولین، بنیانی‌ترین و به عبارتی علم پیشتاز درآمد. در موارد دیگر (مثل هرمونتیک، نظریه انتقادی، یا ساختار گرایی)، فلسفه تحقیق‌کنندهٔ حوزه‌ای است که غیرقابل تقلیل، به صورت فرهنگی یا عملی، است؛ و بعضی از فیلسوفان قاره‌ای هم به این نکته شک کرده‌اند (مثل کیرکگارد، نیچه، هایدگر و دریدا) که اصولاً مفهوم فلسفه می‌تواند به‌طور منسجم درک شود.

## عبارت
عبارت «فلسفهٔ قاره‌ای»، در ابتدا برای توصیف برخی برنامه‌های دانشگاهی در دههٔ ۷۰ توسط فیلسوفان انگلیسی زبان استفاده شد، و سپس به مجموعهٔ کلی فلسفه‌های فرانسوی و آلمانی نظیر پدیدارشناسی، اگزیستانسیالیسم، ساختارگرایی و پسا ساختارگرایی گفته شد.
با این وجود می‌توان این عبارت (با مفهومی تقریباً مشابه) را در رساله جان استوارت میل در مورد تیلور کالریج در سال ۱۸۴۰ یافت. جایی که میل تجربه گرایی انگلیسی جرمی بنتام و دیگران در قرن هجدهم را با فیلسوفان متأثر از کانت (تحت عنوان فیلسوفان قاره‌ای) مقایسه می‌کند. این عقیده در اوایل قرن ۲۰ ام بار دیگر زنده شد و افرادی هم چون برتراند راسل و جورج ادوارد مور برای توصیف فیلسوفانی که از علوم طبیعی دور مانده‌اند دست به استفادهٔ دوبارهٔ آن زدند. باور این افراد که به تحلیل منطقی و استفاده بنیانی از علوم طبیعی قائل بودند، تحت نام فلسفهٔ تحلیلی شناخته شد. این فلسفهٔ از دههٔ ۳۰ شروع به قدرتمند شدن گرفت. راسل و مور هگلیسم و فلسفه‌های وابسته به آن را مورد نقد شدید قرار دادند و سعی نمودند که جریان جدید خود را جدا کرده و مشخص کنند. راسل شروع این تقسیم‌بندی و انشعاب را به دوران لاک نسبت می‌دهد.

## تاریخ
تاریخ فلسفهٔ قاره‌ای با مفهوم نزدیک تر به زمان حاضر از دورهٔ ایدئالیسم آلمانی شروع شد. این جریان که توسط کسانی مثل فیشته(یوهان گوتلیب فیخته)، شلینگ و بعدها هگل رهبری می‌شد، تکامل یافتهٔ کار امانوئل کانت در دهه‌های ۱۷۸۰ و ۱۷۹۰ و بسیار به جریان رمانتیسیسم و سیاست‌های انقلابی عصر روشنگری نزدیک بود. گذشته از این افراد اصلی که ذکر شد، افراد دیگری هم چون فریدریش هاینریش یاکوبی و شلایرماخر نیز در این جریان فلسفی تأثیر زیادی گذاشتند.
ریشهٔ نهادی فلسفهٔ قاره‌ای در بسیاری موارد به پدیدارشناسی ادموند هوسرل بازمی‌گردد و وی همواره یکی از چهره‌های شاخص فلسفهٔ قاره‌ای محسوب می‌شود. با این حال، اندیشه هوسرل موضوعی مورد توجه در سنت تحلیلی نیز بوده‌است. ایدهٔ او در مورد «نوئما» (بخش غیر روانشناسانهٔ تفکر)، مکاتباتش با گوتلوب فرگه و تحقیقاتش پیرامون ریشه‌های علم منطق توجهات زیادی را در میان فیلسوفان تحلیلی برانگیخته است.
خوزه مرکوئر بیان کرده‌است که این تقسیم‌بندی دو قطبی در ابتدا در هانری برگسون(۱۸۵۹–۱۹۴۱) قابل شناسایی است، کسی که برخورد احتیاط آمیزش با علم (ساینس) و اعتبار بخشی اش به شهود (به معنای برگسونی) در نظرگاهش، راه را برای اگزیستانسیالیسم هموار کرد. مرکوئر می‌گوید: " با اعتبارترین فلسفیدن‌ها در فرانسه راهی متفاوت [از سنت تحلیلی آلمانی-انگلیسی] در پیش گرفته‌اند. می‌توان گفت تمام اینها (تغییر مسیر) از برگسون شروع شد. "
مثال بارز تمایز این دو مکتب را می‌توان در مقالهٔ " حذف متافیزیک از طریق تحلیل منطقی زبان " نوشتهٔ رودلف کارناپ در سال ۱۹۳۲ یافت. در این نوشته که برخی آن را جدل‌آمیز انگاشته‌اند، کارنپ به انتقاد از هایدگر برای " متافیزیک چیست؟ " می‌پردازد و عنوان می‌دارد که او برای تولید شبه گزاره‌های مهمل خود مرزهای دستوری منطق را نقض کرده‌است. علاوه بر این، کارنپ اعلام کرد که بسیاری از متافیزیسیست‌های آلمانی این عصر در نوشتار خود به مدل هایدگر نزدیک هستند و نه فقط نوشته‌های آن‌ها غلط، بلکه بی معنا هم هست.
با اوج‌گیری نازیسم، بسیاری از فیلسوفان آلمانی، به خصوص متعلق به نژاد یهودی یا چپ گرایان و لیبرال‌ها، مانند بسیاری از اعضای حلقهٔ وین و مکتب فرانکفورت، به کشورهای انگلیسی زبان فرار کردند. آن دسته‌ای که در آلمان ماندند، یا از کار دانشگاهی منع شدند یا اگر نشدند ناچار خود را با کنترل نازی‌ها تطبیق دادند، مثل مارتین هایدگر، که به هنگام ظهور نازیسم به طرفداری از آن پرداخت.
اما قبل و بعد از جنگ جهانی دوم، علاقه به فلسفهٔ آلمان در فرانسه بسیار رشد کرد. علاقه به کمونیسم منجر به خوانش آثار مارکس و انگلس شد، آن هم در محیط محافظه کار دانشگاهی جمهوری سوم در فرانسه. در همین زمان فلسفهٔ پدیدارشناسی هوسرل و هایدگر بسیار اثرگذار شد، احتمالاً به خاطر هم صدایی با فیلسوفان فرانسوی که به نگاه فلسفی از منظر اول شخصی (کارتزینیسم، روح گرایی، برگسونیسم و…) علاقه‌مند بودند. از مهم‌ترین افرادی که در معروفیت پدیدارشناسی اثرگذار بودند ژان پل سارتر بود که فلسفهٔ خود را اگزیستانسیالیسم نامید.

## توسعه‌های جدید در انگلیس و آمریکا
از ابتدای قرن بیستم تا دههٔ ۶۰، فلسفهٔ قاره‌ای در دانشگاه‌های آمریکایی و انگلیسی تنها به صورت دوره‌ای و آن هم توسط یهودی‌های آلمانی که نئومارکسیست یا شاگردان هایدگر یا نیچه بودند و به علت جنگ جهانی دوم به آمریکا مهاجرت کرده بودند مورد بحث قرار می‌گرفت. کسانی مثل هانا آرنت، لئو اشتراوس، تئودور آدورنو و والتر کافمن از مهم‌ترین این رهبران موج بودند که در دهه‌های ۳۰ و ۴۰ شروع به فعالیت کردند. با این وجود این دانشگاه‌ها در اواخر دههٔ ۶۰ و ۷۰ میلادی شروع به راه اندازی دوره‌های آموزشی در مورد فلسفهٔ قاره‌ای نمودند. با قدرت‌گیری پست مدرنیسم در دههٔ ۷۰ و ۸۰، بعضی از فیلسوفان انگلیسی – آمریکایی لب به انتقاد و رد شیوه‌ها و نتیجه‌گیری‌های این فیلسوفان گشودند. مثلاً جان سرل، نظریهٔ ساختارشکنی ژاک دریدا را به علت «ضعف‌های بارز عقلانی» به چالش کشید و در ادامه به جمع‌آوری امضا علیه اعطای درجهٔ افتخاری به دریدا توسط دانشگاه کمبریج پرداخت.
دانشگاه‌های آمریکایی در دپارتمان‌های ادبیات، هنرهای زیبا، فیلم، جامعه‌شناسی و علوم سیاسی به‌طور فزاینده‌ای شروع به داخل کردن نظریات فیلسوفان قاره‌ای در برنامه‌های درسی خود کرده‌اند. همچنین فلسفهٔ قاره‌ای حوزهٔ اصلی کاری در تعدادی از دانشگاه‌های انگلستان مثل اسکس و کینگستون است، و در آمریکای شمالی کالج بوستون، دانشگاه‌هایی مثل استونی بروک، وندربیلت، دی پاول، ویلانوا، گولپ، نیو سکول، ایالتی پنسیلوانیا، ارگان، اموری، داکسن، ممفیس و لویالا در شیکاگو تحقیقاتی جدی در مورد فلسفهٔ قاره‌ای دارند. مهم‌ترین مؤسسه مرتبط با فلسفهٔ قاره‌ای در آمریکا، «مجمع ای برای فلسفهٔ اگزیستانسیالیم و پدیدار شناسی» است.